# Stefanie Reeb
Stefanie Reeb (* 15. April 1977 in Karlsruhe, Baden-Württemberg) ist eine deutsche Kochbuchautorin, Ernährungsberaterin und Gründerin des Foodblogs Wellcuisine.

## Leben
Stefanie Reeb wuchs in Karlsruhe in einem Mehrgenerationenhaus mit Eltern und Großeltern auf. Wegen Lebensmittelunverträglichkeiten in ihrer Jugend beschäftigte sie sich schon früh mit gesunder Ernährung und entwickelt seitdem Rezepte ohne weißen Zucker, Weizen und Kuhmilch. Mit Ende 20 veröffentlichte sie ihr erstes Kochbuch für Kinder, für das ihr der if Design Award und eine Nominierung für den Designpreis der Bundesrepublik Deutschland verliehen wurde. In Los Angeles machte sie eine Ausbildung zur Kundalini-Yoga-Lehrerin und gründete zur gleichen Zeit ihren ersten Foodblog. Später ließ sie sich zur ganzheitlichen Gesundheitsberaterin an der Akademie der Naturheilkunde ausbilden. Auf ihrem Foodblog wellcuisine.net veröffentlicht sie Rezepte und Wellnesstipps. In ihren Büchern schreibt sie über eine natürliche Ernährung und Genuss. Stefanie Reeb lebt mit ihrem Mann, der die Fotos für Wellcuisine macht, in Karlsruhe und auf Mallorca.

## Bücher
- Schön & Gesund. Fotografien von Thomas Leininger. Knaur Balance, 2017, ISBN 978-3-426-67512-0.[5]
- Wellcuisine – Genießen, was gesund und glücklich macht. Fotografien von Thomas Leininger. Knaur Balance, 2015, ISBN 978-3-426-67501-4.[6]
- Süß & Gesund – Backen ohne Zucker, Laktose, Eier und Weizen. Fotografien von Thomas Leininger. Knaur Balance, 2015, ISBN 978-3-426-67502-1.[7]
- Süß & Gesund Weihnachten. Fotografien von Thomas Leininger. Knaur Balance, 2016, ISBN 978-3-426-67532-8.[8]
- Ich, Lilly – Vom Glück, ein Hund zu sein, und was meine Menschen von mir lernen können. Knaur Taschenbuch, 2015, ISBN 978-3-426-78760-1.[9]
- Reim dich oder ich fress dich. Selbstverlag, 2007, ISBN 978-3-00-020196-7.